# Ivan Šnajder
Ivan Šnajder (* 13. Mai 1997 in Karlovac) ist ein kroatischer Handballspieler.

## Karriere

### Im Verein
Ivan Šnajder spielte bis 2019 in Kroatien für seinen Heimatverein HRK Karlovac, mit welchem er in der Saison 2013/14 auch im EHF Challenge Cup antrat.  2019 wechselte er zum deutschen Zweitligisten ThSV Eisenach. Mit Eisenach stieg er 2023 in die 1. Bundesliga auf. Im Sommer 2025 wechselte er zum Ligakonkurrenten TVB 1898 Stuttgart.

### In Auswahlmannschaften
Ende 2023 wurde er in den 35er-Kader der kroatischen Nationalmannschaft für die Europameisterschaft 2024 berufen, bisher hat er jedoch noch kein Spiel für die Nationalmannschaft absolviert.